# 何色でもない花
「何色でもない花」（なにいろでもないはな）は、2024年2月12日に配信限定シングルとしてリリースされた宇多田ヒカルの楽曲。

## 概要
シングルとしては前作『Gold 〜また逢う日まで〜』より約半年振りとなる。
「何色でもない花」はフジテレビ系の月9ドラマ「君が心をくれたから」の主題歌となっており、ジャケット写真は写真家のTakayが担当しており、2024年1月に北海道・帯広市にて撮影がなされ、同月29日にジャケット写真の公開が成された。また、宇多田が月9ドラマの主題歌を担当するのは、2001年の『HERO』主題歌『Can You Keep A Secret?』以来、約23年振りとなった。
本作のPVは前作の『Gold 〜また逢う日まで〜』に引き続いて、映像作家の山田智和が手掛けており、本作のリリースにあわせてこのPVがリリース日にプレミア公開がなされている。また、宇多田は本作のPVにてダンス・パフォーマンスを披露しており、コレオグラファーとしてダンサーのアオイヤマダを起用しており、撮影の方法に関しては企業秘密になっていると言う。
本作のPVに関して宇多田は自身のXにて「スタッフみんなと震えながら氷の上で撮った」と語っており、「撮影手法は企業秘密とのことなんだけど、合成じゃなくて私も振り付けしてくれたアオイヤマダさんもスタッフも撮影チームもみんな氷の上で滑ったり震えながら作った映像です。今までで一番体張った撮影だったかも」とコメントしている。
宇多田は本作の公開に伴って「こんなにストレートなラブソングを書いたのはいつ振りだろう。何かを信じることが怖い人に届いてほしいです」とコメントを寄せている。

## 収録曲
1. 何色でもない花
作詞・作曲・編曲：宇多田ヒカル
フジテレビ系月9ドラマ「君が心をくれたから」主題歌